# Aardbeving Zeerijp 2018
De aardbeving bij Zeerijp op 8 januari 2018 was een aardbeving met een kracht van 3,4 op de schaal van Richter en als epicentrum de Groningse plaats Zeerijp dicht bij 't Zandt.
Gelet op de magnitude was de beving iets lichter dan die bij Huizinge op 16 augustus 2012. Het Staatstoezicht op de Mijnen meldde echter dat de beving een grotere grondversnelling had dan die van Huizinge en dat deze daarom ook als zwaarder kon zijn ervaren in het getroffen gebied.
Er raakten geen personen gewond. Bij het Centrum Veilig Wonen, het aanspreekpunt bij aardbevingsschade, werden na één dag ruim 600 schademeldingen geregistreerd. Het aantal schademeldingen liep op tot bijna drieduizend. Een van de getroffen gebouwen was de Jacobuskerk in Zeerijp. Zelfs in het vijfentwintig kilometer van Zeerijp gelegen Universitair Medisch Centrum Groningen werd schade geconstateerd.